# Retilaskeya
Retilaskeya là một chi minte ốc biển, là động vật thân mềm chân bụng sống ở biển trong họ Cerithiopsidae. Nó được Marshall miêu tả năm 1978.

## Các loài
Các loài thuộc chi Retilaskeya bao gồm:
- Retilaskeya bicolor (C. B. Adams, 1845)
- Retilaskeya nivea Faber, 2007